# Partido Verde Oxígeno
El Partido Verde Oxígeno es un partido político de Colombia fundado en 1998 por la exsenadora y excandidata presidencial colombiana Íngrid Betancourt, tras la ausencia de Betancourt debido a su secuestro por parte de la guerrilla de las FARC, el partido perdió la personería jurídica en 2005. En diciembre de 2021 el partido recuperó su personería jurídica, Betancourt días después anunció su regreso a la política electoral al unirse como precandidata para consulta de la llamada Coalición Centro Esperanza. En enero de 2022, por decisión de Betancourt, el partido se retiró de la coalición debido a diferencias con algunos de sus miembros y decidió continuar una aspiración presidencial independiente.

## Primeros años
El partido logró en las elecciones de 1998 más de 160.000 votos que le permitieron ocupar dos escaños en el Senado, uno para Íngrid Betancourt y otro para Margarita Londoño Vélez. Si bien Betancourt y Londoño terminaron distanciadas puesto que Londoño apoyaba la reforma política propuesta por el gobierno y no apoyaba la revocatoria del congreso al contrario de lo planteado por Betancourt y su partido, incluso Betancourt llegó a pedirle la curul y dijo que el partido Oxígeno se había equivocado al elegirla como segunda del renglón, "debimos haber contado con personas que realmente estuvieran más identificadas con nosotros" dijo la senadora. Otro de los logros políticos en dichas elecciones fue el haber alcanzado la alcaldía de San Vicente del Caguán a manos de Néstor León Ramírez.
Betancourt y su movimiento respaldaron la candidatura del conservador Andrés Pastrana Arango para las elecciones presidenciales de Colombia de 1998 quien resultó electo y se enfrentaba al liberal Horacio Serpa Uribe de quien Betancourt había sido férrea crítica tras el escándalo del proceso 8000. Según Betancourt, Pastrana prometió hacer una reforma política anticorrupción a cambio del respaldo de los llamados "independientes", pero una vez en el poder no cumplió su palabra. El partido Verde Oxígeno se declaró entonces en oposición a dicho gobierno.

## Debate presidencial

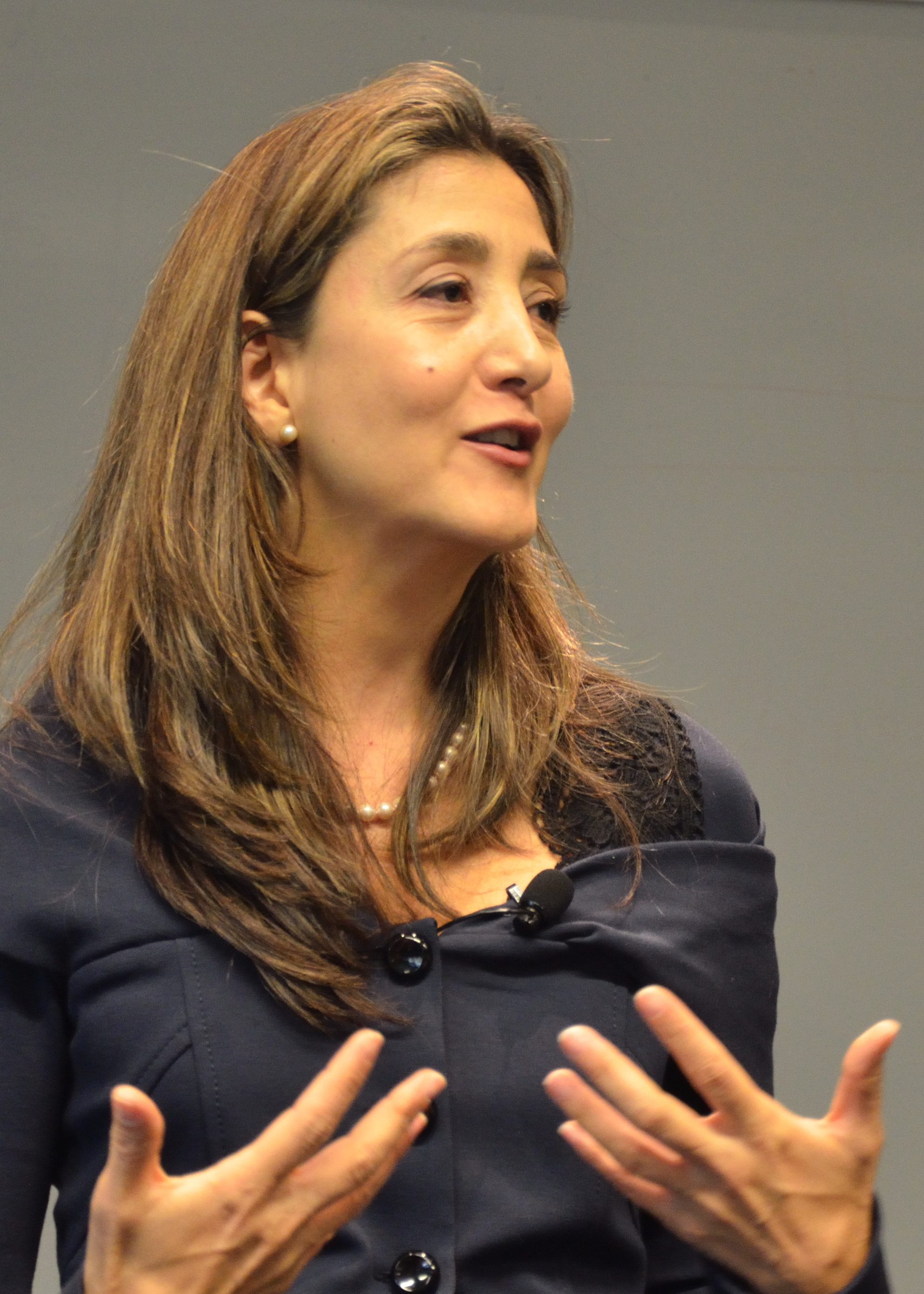
Íngrid Betancourt, fundadora y principal figura del movimiento.

En 2001 Íngrid Betancourt renuncia al congreso diciendo que aquel era un "nido de ratas" y se postuló para la presidencia con la pretensión de hacer una reforma política que revocara el congreso, su jefe de debate era Clara Rojas. Betancourt no había logrado un importante respaldo popular, entre otras cosas, porque su libro La rabia en el corazón originalmente escrito en francés y que había sido un éxito de ventas en Francia, no había sido bien recibido en el país, para el año 2001 la imagen negativa de Betancourt alcanzaba el 40% contra el 24% de imagen positiva, a pesar de haber sido la persona con mayor votación para el senado y se ubicaba en la quinta posición en las encuestas presidenciales. Igualmente el candidato que recibía mayor respaldo, Álvaro Uribe Vélez, presentaba un discurso fuerte para enfrentar a la guerrilla mientras que Betancourt insistía en la salida negociada al conflicto.

## Secuestro de Betancourt
Para el 23 de febrero de 2002 Ingrid Betancourt y Clara Rojas fueron secuestradas por la guerrilla de las FARC cuando en medio de la campaña presidencial se dirigía a San Vicente del Caguán población en la que se llevaban a cabo las conversaciones de paz del gobierno de Andrés Pastrana Arango y que se habían terminado de manera abrupta por lo que era una zona de peligro. Betancourt dijo que se disponía a acompañar al pueblo y al alcalde León Ramírez, elegido por el movimiento, a quienes había prometido acompañar en las buenas y en las malas.

## Desaparición del movimiento
El entonces esposo de Betancourt, Juan Carlos Lacompte, y la madre de Betancourt, Yolanda Pulecio, trataron de seguir adelante con la organización política, y postularon el nombre de Íngrid Betancourt a la presidencia a pesar de que esta se encontraba secuestrada, también decidieron postular a la también secuestrada Clara Rojas como vicepresidente. 
Debido a la ausencia de Betancourt quien era la única representante legal del movimiento, el partido perdió la personería jurídica.

## Retorno del movimiento
El primero de diciembre del año 2021, el Consejo Nacional Electoral anunció la readjudicación de la personería jurídica al movimiento, otorgada a Íngrid Betancourt como representante legal. El partido se unió a la llamada Coalición Centro Esperanza y dio el aval al exgobernador del departamento de Boyacá, Carlos Andrés Amaya para representar al partido como precandidato presidencial en la consulta a realizarse en dicha coalición. El 18 de enero de 2022 se anunció que tanto Ingrid Betancourt como Sergio Fajardo tendría el aval del partido para participar de la consulta presidencial. En enero de 2022 Betancourt retiró el partido de la coalición tras diferencias con Alejandro Gaviria por recibir respaldo de políticos cercanos a partidos que habían apoyado al gobierno Duque y desacuerdos con la reacción de la coalición centro esperanza frente a estos hechos. Betancourt decidió llevar al partido a una aspiración independiente y tanto Amaya como Fajardo decidieron continuar en la colación y buscar un nuevo aval dentro de ella. Una semana antes de las elecciones de primera vuelta de 2022 Betancourt declinó su aspiración y anunció su respaldo a Rodolfo Hernández.
En julio de 2022  Betancourt anunció que la colectividad expulsaba a los dos únicos congresistas electos por el partido, Humberto de la Calle y Daniel Carvalho debido a que estos manifestaron estar en desacuerdo con las directivas del partido de declararse en oposición al gobierno de Gustavo Petro.

## Presidentes del Partido
| Presidencia | Presidentes | Presidentes | Presidentes               | Período en el cargo    | Período en el cargo     |
| Presidencia | Presidentes | Presidentes | Presidentes               | Inicio                 | Final                   |
| ----------- | ----------- | ----------- | ------------------------- | ---------------------- | ----------------------- |
| 1           |             |             | Íngrid Betancourt Pulecio | 1 de diciembre de 2021 | Actualmente en el cargo |

## Consejo Nacional de Ética
| Presidencia | Miembros | Miembros | Miembros        | Período en el cargo | Período en el cargo     |
| Presidencia | Miembros | Miembros | Miembros        | Inicio              | Final                   |
| ----------- | -------- | -------- | --------------- | ------------------- | ----------------------- |
| 1           |          |          | Javier Castro A | 1 de marzo de 2022  | Actualmente en el cargo |

## Resultados Electorales

### Elecciones Presidenciales
| Año  | Candidatos                | Candidatos          | Primera vuelta | Primera vuelta | Primera vuelta | Segunda vuelta | Segunda vuelta | Segunda vuelta | Resultado | Notas         |
| Año  | Presidente                | Vicepresidente      | CI             | Votos          | %              | CI             | Votos          | %              | Resultado | Notas         |
| ---- | ------------------------- | ------------------- | -------------- | -------------- | -------------- | -------------- | -------------- | -------------- | --------- | ------------- |
| 2002 | Íngrid Betancourt Pulecio | Clara Leticia Rojas |                |                |                |                |                |                |           | [ 16 ] [ 17 ] |
| 2022 | Íngrid Betancourt Pulecio | José Luis Esparza   |                |                |                |                |                |                |           | [ 18 ] [ 19 ] |

### Elecciones legislativa
|  | 2.0 % |

|  | 1.15 % |

|  | 1.84 % |

### Elecciones Regionales
| Año  | Gobernadores | Alcaldías | Diputados | Concejales |
| ---- | ------------ | --------- | --------- | ---------- |
| 2023 | 0/32         | 0/1101    | 0/418     | 0/12 063   |